# Jinggangbergen
Jinggangbergen är ett bergsmassiv i Jiangxi-provinsen nära gränsen till Hunan-provinsen. Det är beläget nära staden Jinggangshan, där fyra olika härad möts, Taihe, Yongxin, Suichuan i Jiangxi och Chaling i Hunan. 
Bergen är mest känd som det ställe till vilken Mao Zedong tog sin tillflykt från det misslyckade Höstskördeupproret i september 1927 och betraktas som den plats där Folkets befrielsearmé grundades. I januari 1929 evakuerade kommunisterna området för att bygga den Kinesiska sovjetrepubliken i södra Jiangxi och västra Fujian.
Jinggangbergen besjungs bland annat i Maos poesi och är idag ett omtyckt utflyktsmål för s.k. "röd turism".

## Källa
- Mao, Zedong; Malmqvist Göran (1973). Den långa marschen: Mao Zedongs 38 dikter. W & W-serien, 0509-5069 ; 330. Stockholm: Wahlström & Widstrand. Libris 7279574. ISBN 91-46-10878-5